# Zelotes
Zelotes este un gen de păianjeni din familia Gnaphosidae.

## Specii[1]
- Zelotes acapulcoanus
- Zelotes aeneus
- Zelotes aerosus
- Zelotes aestus
- Zelotes aiken
- Zelotes albanicus
- Zelotes albomaculatus
- Zelotes altissimus
- Zelotes anchoralis
- Zelotes andreinii
- Zelotes anglo
- Zelotes angolensis
- Zelotes anthereus
- Zelotes apricorum
- Zelotes argoliensis
- Zelotes aridus
- Zelotes arnoldii
- Zelotes ashae
- Zelotes asiaticus
- Zelotes atlanticus
- Zelotes atrocaeruleus
- Zelotes aurantiacus
- Zelotes azsheganovae
- Zelotes bajo
- Zelotes balcanicus
- Zelotes baltistanus
- Zelotes baltoroi
- Zelotes bambari
- Zelotes banana
- Zelotes barbarus
- Zelotes barkol
- Zelotes bashaneus
- Zelotes bassari
- Zelotes bastardi
- Zelotes beijianensis
- Zelotes bernardi
- Zelotes berytensis
- Zelotes bharatae
- Zelotes bicolor
- Zelotes bifukaensis
- Zelotes bimaculatus
- Zelotes birmanicus
- Zelotes bokerensis
- Zelotes bonneti
- Zelotes bozbalus
- Zelotes brennanorum
- Zelotes broomi
- Zelotes butarensis
- Zelotes butembo
- Zelotes calactinus
- Zelotes caldarius
- Zelotes callidus
- Zelotes cantonensis
- Zelotes capensis
- Zelotes capiliae
- Zelotes caprearum
- Zelotes caprivi
- Zelotes capsula
- Zelotes caracasanus
- Zelotes cassinensis
- Zelotes catholicus
- Zelotes caucasius
- Zelotes cayucos
- Zelotes chandosiensis
- Zelotes chinguli
- Zelotes chotorus
- Zelotes choubeyi
- Zelotes cingarus
- Zelotes civicus
- Zelotes clivicola
- Zelotes coeruleus
- Zelotes comparilis
- Zelotes cordiger
- Zelotes corrugatus
- Zelotes creticus
- Zelotes criniger
- Zelotes cruz
- Zelotes cumensis
- Zelotes cyanescens
- Zelotes daidalus
- Zelotes davidi
- Zelotes denapes
- Zelotes denisi
- Zelotes dentatidens
- Zelotes desioi
- Zelotes devotus
- Zelotes discens
- Zelotes distinctissimus
- Zelotes doddieburni
- Zelotes donan
- Zelotes donnanae
- Zelotes duplex
- Zelotes egregius
- Zelotes electus
- Zelotes erebeus
- Zelotes eremus
- Zelotes ernsti
- Zelotes erythrocephalus
- Zelotes eskovi
- Zelotes exiguoides
- Zelotes exiguus
- Zelotes fagei
- Zelotes faisalabadensis
- Zelotes fallax
- Zelotes femellus
- Zelotes flagellans
- Zelotes flavens
- Zelotes flavimanus
- Zelotes flavitarsis
- Zelotes flexuosus
- Zelotes florisbad
- Zelotes florodes
- Zelotes foresta
- Zelotes fratris
- Zelotes frenchi
- Zelotes fuligineus
- Zelotes fulvaster
- Zelotes fulvopilosus
- Zelotes funestus
- Zelotes fuscimanus
- Zelotes fuscorufus
- Zelotes fuscotestaceus
- Zelotes fuscus
- Zelotes gabriel
- Zelotes gallicus
- Zelotes galuni
- Zelotes gattefossei
- Zelotes gertschi
- Zelotes gladius
- Zelotes gooldi
- Zelotes gracilis
- Zelotes graecus
- Zelotes griswoldi
- Zelotes grovus
- Zelotes guineanus
- Zelotes gussakovskyi
- Zelotes gynethus
- Zelotes hanangensis
- Zelotes haplodrassoides
- Zelotes hardwar
- Zelotes haroni
- Zelotes hayashii
- Zelotes helanshan
- Zelotes helsdingeni
- Zelotes helvoloides
- Zelotes helvolus
- Zelotes hentzi
- Zelotes hermani
- Zelotes hierosolymitanus
- Zelotes hirtus
- Zelotes holguin
- Zelotes hospitus
- Zelotes hui
- Zelotes humilis
- Zelotes hummeli
- Zelotes ibayensis
- Zelotes icenoglei
- Zelotes illustris
- Zelotes ilotarum
- Zelotes incertissimus
- Zelotes incisupalpis
- Zelotes inglenook
- Zelotes inqayi
- Zelotes insulanus
- Zelotes invidus
- Zelotes iriomotensis
- Zelotes itandae
- Zelotes ivieorum
- Zelotes jabalpurensis
- Zelotes jamaicensis
- Zelotes jocquei
- Zelotes josephine
- Zelotes katombora
- Zelotes kerimi
- Zelotes keumjeungsanensis
- Zelotes kimi
- Zelotes kimwha
- Zelotes konarus
- Zelotes kukushkini
- Zelotes kulempikus
- Zelotes kulukhunus
- Zelotes kumazomba
- Zelotes kuncinyanus
- Zelotes kuntzi
- Zelotes kusumae
- Zelotes laccus
- Zelotes laetus
- Zelotes laghmanus
- Zelotes lagrecai
- Zelotes lasalanus
- Zelotes latreillei
- Zelotes lavus
- Zelotes liaoi
- Zelotes lichenyensis
- Zelotes lightfooti
- Zelotes listeri
- Zelotes lividus
- Zelotes longestylus
- Zelotes longinquus
- Zelotes longipes
- Zelotes lotzi
- Zelotes lubumbashi
- Zelotes lutorius
- Zelotes lymnophilus
- Zelotes maccaricus
- Zelotes maindroni
- Zelotes mandae
- Zelotes mandlaensis
- Zelotes manius
- Zelotes manzae
- Zelotes mashonus
- Zelotes matobensis
- Zelotes mayanus
- Zelotes mazumbai
- Zelotes medianus
- Zelotes mediocris
- Zelotes meinsohni
- Zelotes meronensis
- Zelotes mesa
- Zelotes messinai
- Zelotes mikhailovi
- Zelotes minous
- Zelotes miramar
- Zelotes mkomazi
- Zelotes moestus
- Zelotes monachus
- Zelotes monodens
- Zelotes mosioatunya
- Zelotes muizenbergensis
- Zelotes mulanjensis
- Zelotes mundus
- Zelotes murcidus
- Zelotes murphyorum
- Zelotes musapi
- Zelotes nainitalensis
- Zelotes naliniae
- Zelotes namaquus
- Zelotes namibensis
- Zelotes nannodes
- Zelotes nasikensis
- Zelotes natalensis
- Zelotes ngomensis
- Zelotes nilgirinus
- Zelotes nilicola
- Zelotes nitidus
- Zelotes nyathii
- Zelotes oblongus
- Zelotes ocala
- Zelotes occultus
- Zelotes olympi
- Zelotes orenburgensis
- Zelotes oryx
- Zelotes otavi
- Zelotes ovambensis
- Zelotes ovtsharenkoi
- Zelotes pakistaniensis
- Zelotes pallidipes
- Zelotes paranaensis
- Zelotes parascrutatus
- Zelotes paroculus
- Zelotes pediculatus
- Zelotes pedimaculosus
- Zelotes perditus
- Zelotes petrensis
- Zelotes petrophilus
- Zelotes pexus
- Zelotes piceus
- Zelotes piercy
- Zelotes pinos
- Zelotes planiger
- Zelotes platnicki
- Zelotes plumiger
- Zelotes pluridentatus
- Zelotes poecilochroaeformis
- Zelotes poonaensis
- Zelotes potanini
- Zelotes pseudoapricorum
- Zelotes pseudopusillus
- Zelotes pseustes
- Zelotes pulchellus
- Zelotes pulchripes
- Zelotes pullus
- Zelotes puritanus
- Zelotes pygmaeus
- Zelotes pyrenaeus
- Zelotes quadridentatus
- Zelotes quipungo
- Zelotes qwabergensis
- Zelotes radiatus
- Zelotes rainier
- Zelotes reduncus
- Zelotes reimoseri
- Zelotes remyi
- Zelotes resolution
- Zelotes rothschildi
- Zelotes rufi
- Zelotes rufipes
- Zelotes rugege
- Zelotes rungwensis
- Zelotes ruscinensis
- Zelotes ryukyuensis
- Zelotes sajali
- Zelotes sanmen
- Zelotes santos
- Zelotes sarawakensis
- Zelotes sardus
- Zelotes sataraensis
- Zelotes schmitzi
- Zelotes sclateri
- Zelotes scrutatus
- Zelotes segrex
- Zelotes semibadius
- Zelotes semirufus
- Zelotes shabae
- Zelotes shaked
- Zelotes shantae
- Zelotes siculus
- Zelotes similis
- Zelotes sindi
- Zelotes singroboensis
- Zelotes siyabonga
- Zelotes skinnerensis
- Zelotes solstitialis
- Zelotes somaliensis
- Zelotes songus
- Zelotes soulouensis
- Zelotes spadix
- Zelotes spinulosus
- Zelotes stolidus
- Zelotes strandi
- Zelotes subaeneus
- Zelotes subterraneus
- Zelotes sula
- Zelotes sumchi
- Zelotes surekhae
- Zelotes swelus
- Zelotes talpa
- Zelotes talpinus
- Zelotes tarsalis
- Zelotes teidei
- Zelotes tendererus
- Zelotes tenuis
- Zelotes tetramamillatus
- Zelotes thorelli
- Zelotes tongdao
- Zelotes tortuosus
- Zelotes tragicus
- Zelotes trimaculatus
- Zelotes tristis
- Zelotes tropicalis
- Zelotes tsaii
- Zelotes tuckeri
- Zelotes tulare
- Zelotes tuobus
- Zelotes turanicus
- Zelotes ubicki
- Zelotes uniformis
- Zelotes union
- Zelotes univittatus
- Zelotes uquathus
- Zelotes vespertinus
- Zelotes vikela
- Zelotes villicoides
- Zelotes viola
- Zelotes viveki
- Zelotes wuchangensis
- Zelotes xerophilus
- Zelotes xiaoi
- Zelotes yani
- Zelotes yinae
- Zelotes yogeshi
- Zelotes yosemite
- Zelotes zellensis
- Zelotes zephyrus
- Zelotes zhaoi
- Zelotes zhengi
- Zelotes zhui
- Zelotes zin
- Zelotes zonatus
- Zelotes zonognathus